# Maurits Lammertink
Maurits Lammertink (Enter, Overijssel, 31 de agosto de 1990) es un ciclista neerlandés. Su hermano Steven también fue ciclista profesional.

## Palmarés
2011
- 1 etapa del Tour de la República Checa

2012
- Carpathia Couriers Paths, más 1 etapa
- Zuid Oost Drenthe Classic

2014
- Circuito de Valonia
- 1 etapa del Tour de la República Checa
- 1 etapa de la Dookola Mazowsza

2015
- 1 etapa del Tour de Limousin

2016
- Tour de Luxemburgo

2017
- 1 etapa de la Vuelta a Bélgica

## Resultados en Grandes Vueltas
Durante su carrera deportiva consiguió los siguientes puestos en las Grandes Vueltas:
| Carrera | Carrera         | 2011 | 2012 | 2013  | 2014 | 2015 | 2016 | 2017 | 2018 | 2019 | 2020 | 2021 |
| ------- | --------------- | ---- | ---- | ----- | ---- | ---- | ---- | ---- | ---- | ---- | ---- | ---- |
|         | Giro de Italia  | —    | —    | 155.º | —    | —    | —    | —    | 41.º | —    | —    | —    |
|         | Tour de Francia | —    | —    | —     | —    | —    | —    | 75.º | —    | —    | —    | —    |
|         | Vuelta a España | —    | —    | —     | —    | —    | —    | —    | Ab.  | —    | —    | —    |

—: no participa
Ab.: abandono

## Equipos
- Cycling Team Jo Piels (2011-2012[1])
- Vacansoleil-DCM Pro Cycling Team (2012[2] -2013)
- Cycling Team Jo Piels (2014)
- Roompot Oranje Peloton (2015-2016)
- Team Katusha-Alpecin (2017-2018)
- Roompot-Charles[3] (2019)
- Wanty[4] (2020-2021)
  - Circus-Wanty Gobert (2020)
  - Intermarché-Wanty-Gobert Matériaux (2021)